# Mediennutzung
Mit Mediennutzung bezeichnet man den Gebrauch von Medienangeboten insbesondere der Massenmedien. Sie ist Thema der Publikums- bzw. Rezipientenforschung. Oft wird in Alltagssprache wie auch in der Fachsprache der Begriff Medienkonsum synonym verwendet. Dies ist kommunikationstheoretisch nicht schlüssig, da Medien Träger oder Übermittler von Informationen darstellen und keine wirtschaftlichen Güter sind, die konsumiert werden (siehe Konsum).

## Motivation
Medien werden kommunikationstheoretisch verwendet, um sich Informationen zu beschaffen. Davon verspricht sich die Nutzerin oder der Nutzer einen Nutzen oder eine Belohnung. Man unterscheidet zwei Arten von Belohnungen, die unmittelbare und die aufgeschobene (Freud; Schramm 1949).
Unmittelbare Belohnung versprechen
Unterhaltungsangebote: Stimulation, Entspannung, ästhetische Erbauung, sexuelle Spannung
Aufgeschobene Belohnung verheißen
Informationsangebote: Orientierung, Wissen, Problemlösung

## Mediennutzung aller Altersgruppen

### Deutschland
Die Mediennutzung in den alten Bundesländern 1975 und 1992 sowie in Deutschland 2005 und 2015. Durchschnittliche Nutzungsdauer pro Tag in Minuten
| Jahr      | Fernsehen   | Hörfunk     | Tageszeitungen | Bücher     | Zeitschriften, Illustrierte | Schallplatten, Tonband (77), CD, MC (92), inkl. MP3-Player (05) | Wochenzeitung        | Internet    |
| --------- | ----------- | ----------- | -------------- | ---------- | --------------------------- | --------------------------------------------------------------- | -------------------- | ----------- |
| 1975      | 126 Minuten | 95 Minuten  | 27 Minuten     | 11 Minuten | 11 Minuten                  | 11 Minuten                                                      | unter Tageszeitungen | –           |
| 1992      | 106 Minuten | 96 Minuten  | 32 Minuten     | 28 Minuten | 20 Minuten                  | 18 Minuten                                                      | 6 Minuten            | –           |
| 2005      | 220 Minuten | 221 Minuten | 28 Minuten     | 25 Minuten | 12 Minuten                  | 45 Minuten                                                      | 15 Minuten           | 80 Minuten  |
| 2012/2013 | 208 Minuten | 184 Minuten | 23 Minuten     | 19 Minuten | 6 Minuten                   | 24 Minuten                                                      | unter Tageszeitungen | 107 Minuten |

Nach der Studie Massenkommunikation, im Auftrag von ARD und ZDF erstellt, stieg die Mediennutzung zwischen 2000 und 2005 um fast 90 Minuten auf zehn Stunden täglich. Nach Daten des Statistischen Bundesamtes betrug die Mediennutzung im Bundesdurchschnitt 2012 ca. 183 Minuten. Das Internet und die Tageszeitung dienen vor allem als Informationsmedien, das Fernsehen als Informations- und Unterhaltungsmedium und das Radio als Tagesbegleiter und „Stimmungsmodulator“.
Nach TimeBudget 12, einer Langzeitstudie zur Mediennutzung von SevenOne Media (ProSiebenSat1), ist das Internet 2005 mit einem täglichen Nutzungsdurchschnitt von 59 Minuten zum drittwichtigsten Medium aufgestiegen (1999: 9 Minuten). DSL-Nutzer (116 Min.) führen demnach vor ISDN- (45 Min.) und Modemnutzern (41 Min.). Sie führen auch bei der Nutzung von E-Commerce, Banking, Auktionen, Webradio und Onlinespielen. Das Internet ist der Studie zufolge erste Wahl bei der Suche nach Reiseinformationen. Bei Gesundheitsinformationen stieg der Wert von 3 (1999) auf 16 Prozent (2005).
Aktuelle Zahlen liefert eine Untersuchung des Verbandes der deutschen Internetwirtschaft (eco): So geht aus der Studie „Dauer der Mediennutzung in Deutschland von 2006 bis 2012“ hervor, dass die Deutschen im Durchschnitt 70 Minuten täglich online sind. Für 2012 prognostiziert der Verband 80 Minuten.
Mitte 2012 lag die durchschnittliche tägliche TV-Nutzung bei 242 Minuten, die Hörfunk-Nutzungsdauer lag bei 191 Minuten und das Internet wurde im Schnitt 83 Minuten täglich genutzt. Die Daten der Langzeitstudie Massenkommunikation führen vor Augen, dass mittlerweile die meiste Radionutzung außerhalb der Freizeit erfolgt (2010: 151 Min.), während das Fernsehen seit 2005 mit knapp 190 Minuten relativ stabil das mit Abstand beliebteste Freizeitmedium bleibt (während seine Nutzung außerhalb der Freizeit 2010 bei 34 Min. lag). Das Internet wurde mit 55 Minuten 2010 ebenfalls vornehmlich innerhalb der Freizeit genutzt (außerhalb: 33 Min.). Über alle tagesaktuellen Medien hinweg lag die Parallelnutzung für die Gesamtbevölkerung 2010 bei 50 Minuten und nahm damit rund 9 Prozent Anteil an der Bruttomediennutzung ein. Bei den 14- bis 29-Jährigen war dieser Anteil mit 11 Prozent etwas höher.
Der Tagesspiegel referierte im September 2015 die seinerzeit neuesten Befunde: Das Fernsehen bleibt mit einer Tagesreichweite von 80 Prozent vorne, gefolgt vom Radio mit 74 Prozent. Das Internet bleibt trotz grassierenden Zuwachses und 46 Prozent Tagesreichweite auf Abstand, die Tageszeitung hält bei 33 Prozent. Im Tagesablauf habe das Radio unverändert die Funktion eines Tagesbegleiters. Fernsehen sei – trotz einer hohen Reichweite schon am Nachmittag – das Abendmedium. Die Tageszeitung sei das Medium für den (frühen) Morgen, während sich die Internetnutzung gleichmäßig über den Tag verteile. Die um den Jahrtausendwechsel beliebte These, dass Fernsehen ein „Auslaufmodell“ sei (und das Radio und die Printmedien es ohnehin seien), habe sich eindrucksvoll nicht bewahrheitet. Der Tagesspiegel bewertet den Umfang der Mediennutzung in Deutschland mit den Worten: „Die Deutschen sind Medienjunkies: Neuneinhalb Stunden am Tag sehen sie fern, hören Radio, nutzen das Netz, lesen Zeitung.“
In der ARD/ZDF-Onlinestudie 2015 ist von 44,5 Millionen Menschen die Rede, die täglich das Internet benutzen. Das sind deutlich mehr als die 46 Prozent, die der Tagesspiegel angibt.
Was die Nutzung von sozialen Medien angeht, gab es 2018 eine Umfrage des Branchenverbands Bitkom. Neun von zehn Internetnutzern sind in sozialen Netzwerken wie Facebook, Youtube & Co unterwegs, bei den 14- bis 29-Jährigen sind es sogar fast 100 Prozent. Im Schnitt sind Social-Media-Nutzer auf drei Plattformen angemeldet, die jüngeren Befragten sogar bei fünf. Aber auch die Älteren mischen mit: 80 Prozent der 50- bis 64-Jährigen sind bei mindestens einem Netzwerk dabei.
In einer 2022 vorgestellten Studie der DAK und des UKE Hamburg stieg die pathologische Nutzung digitaler Spiele und sozialer Medien durch Kinder und Jugendliche aufgrund der COVID-19-Pandemie deutlich an. Die Zahl der Minderjährigen mit riskanter Nutzung digitaler Spiele sei von 2019 bis 2021 um 8 % gefallen und liege für das Jahr 2021 hochgerechnet bei 492.200, die Zahl der Minderjährigen mit pathologischer Nutzung digitaler Spiele sei jedoch von 2019 bis 2021 um 51,8 % gestiegen und liege für das Jahr 2021 hochgerechnet bei 219.350. Die Zahl der Minderjährigen mit riskanter Nutzung sozialer Medien sei in diesem Zeitraum um 26,8 % auf hochgerechnet 556.400 gestiegen, die Zahl der Minderjährigen mit pathologischer Nutzung sozialer Medien um 43,7 % auf hochgerechnet 246.100. Als Maß für eine riskante bzw. pathologische Nutzung wurden bekannte Skalen (Gaming Disorder Scale for Adolescents (GADIS-A), ICD-11-Items der Social Media Disorder Scale) herangezogen.

### Österreich
Nach einer 2013 veröffentlichten Untersuchung sind 72 % der Österreicher ab 14 Jahren aktive Internet-User, womit Österreich im europäischen Vergleich im europäischen Spitzenfeld liegt.

### Schweiz
92 Prozent der Schweizer Bevölkerung ab 14 Jahren nutzen das Internet (Stand: 2019), 80 Prozent nutzen das Internet auch unterwegs über mobile Endgeräte.
In Bezug auf Nachrichtenkonsum hat sich die Mediennutzung in der Schweiz in den letzten Jahren verändert. Während 2016 Printmedien noch für 63 Prozent der Menschen in der Schweiz eine Nachrichtenquelle waren, ist dieser Anteil 2020 auf 48 Prozent gesunken. Gleichsam hat sich der Anteil von TV als Nachrichtenquelle von 69 auf 59 Prozent verringert. Onlinemedien (inkl. sozialen Medien) zeigen mit 82 bzw. 77 Prozent einen stabileren Verlauf. Übereinstimmend damit nennen dem Forschungszentrum Öffentlichkeit und Gesellschaft der Universität Zürich zufolge 35 % der Schweizerinnen und Schweizer Newssites als Hauptinformationskanal, gefolgt von 29 % für Fernsehen. Dabei gibt es teils große Unterschiede nach Alter. Während die jüngeren Kohorten bevorzugt soziale Medien und Newssites als Hauptinformationsquelle angeben, spielt vor allem das Fernsehen für die Älteren eine größere Rolle. 34 Prozent der 18–24-Jährigen geben soziale Medien als Hauptquelle für Nachrichten an, während es in der Gruppe der über 55-Jährigen nur 4 Prozent sind. Das Fernsehen wird in der jüngsten Gruppe von 11 Prozent als Hauptinformationsquelle genannt, in der Gruppe der über 55-Jährigen sind es 41 Prozent.

### USA
Eine Umfrage des Pew Research Center kam zum Ergebnis, dass in den USA das Internet 2008 erstmals die Druckmedien als Informationsquelle für Nachrichten überrundet hatte. Nur das Fernsehen lag zu der Zeit im allgemeinen Durchschnitt noch vor dem Internet an erster Stelle. Bei Jüngeren jedoch hatte das Internet sogar mit dem Fernsehen gleichgezogen. 2020 geben 72 Prozent der US-Amerikaner an, Onlinemedien als Quelle für Nachrichten zu nutzen. Das Fernsehen wird nur noch von 59 Prozent als Nachrichtenquelle genannt und Printmedien sind auf 20 Prozent gefallen; von 47 Prozent im Jahr 2013.

## Digitale Kluft
Ein wichtiges Problem im Zusammenhang mit der Entwicklung der Medien stellt das Phänomen der „digitalen Kluft“ dar, die sich vor allem zwischen Jüngeren und Älteren öffnet und darin besteht, dass viele Senioren nicht mit IT-Technik (hinreichend gut) umgehen können und/oder wollen.
Je älter ein Befragter in Studien ist, desto geringer ist die Wahrscheinlichkeit, dass er PC und Internet nutzt. Dies liegt zum Teil daran, dass ältere Menschen in ihrem Berufsleben wenig oder erst spät mit diesen Medien in Berührung kamen. Bereits in der ersten Hälfte der 2000er Jahre zeichnete sich aber ab, dass die Altersgruppe der über 55 Jahre Alten den PC zwar nicht so oft wie Jüngere, aber doch häufiger als früher nutzt.
Während seit 2010 praktisch alle 14 bis 19 Jahre Alten in Deutschland zumindest gelegentlich ins Internet gehen (100 Prozent), tut dies erst seit 2015 eine Mehrheit der über 60 Jahre Alten (50,4 Prozent). In allen Altersgruppen unter 60 Jahren benutzt eine Mehrheit täglich das Internet; unter den 50- bis 59-Jährigen beträgt ihr Anteil 56,1 Prozent.
Zum Vergleich: 2003 gingen bereits 92,1 Prozent der 14- bis 19-Jährigen zumindest gelegentlich ins Internet, aber erst 13,3 Prozent der über 60 Jahre Alten.
Offensichtlich schließt sich also allmählich in Deutschland die digitale Kluft.